# غيتو ميزوتش
غيتو ميزوتش (الألمانية: Misotsch؛ باليديشية: מיזאָטש) كان غيتو أُقيم خلال الحرب العالمية الثانية في بلدة ميزوتش، شرق بولندا آنذاك، وغرب أوكرانيا حاليًا، على يد ألمانيا النازية لعزل اليهود قسرًا وإساءة معاملتهم. في أكتوبر عام 1942، حاصرت الشرطة الأوكرانية المساعدة والشرطة الألمانية الغيتو؛ فاندلعت ثورة، وقُتل من تبقى من السكان جماعيًا. وصوّر عناصر قوات الأمن الخاصة إعدامهم.

## الانتفاضة والقتل الجماعي
في 12 أكتوبر 1942، تم تطويق الغيتو المغلق الذي يضم حوالي 1700 يهودي من قبل الشرطة الأوكرانية المساعدة والشرطة الألمانية استعدادًا لعملية تصفية الغيتو. قاوم اليهود في انتفاضة استمرت لمدة يومين. تمكن حوالي نصف السكان من الفرار أو الاختباء خلال الفوضى التي سبقت قمع الانتفاضة. في 14 أكتوبر، أشعل سكان الغيتو النار في العديد من المنازل؛ ونتيجة لذلك، بينما نجح الكثيرون في الفرار، لقي حوالي 200 شخص حتفهم في النيران داخل الغيتو. في 14 و15 أكتوبر، تم نقل الناجين الذين تم القبض عليهم في شاحنات إلى وادٍ منعزل وأُطلق عليهم الرصاص.